# Demodes javanica
Demodes javanica är en skalbaggsart som beskrevs av Stefan von Breuning 1950. Demodes javanica ingår i släktet Demodes och familjen långhorningar. Inga underarter finns listade i Catalogue of Life.